# Харківський автотранспортний фаховий коледж
Харківський автотранспортний фаховий коледж (до 2022 — Харківський державний автотранспортний коледж) — державний вищий навчальний заклад І рівня акредитації, підпорядкований Міністерству освіти і науки України та розташований у Харкові.

## Історія
Виш веде свою історію із жовтня 1927 року, коли була заснована автотранспортна школа. Вона розмістилася у будівлі колишнього Земельного банку. 1937 року було відкрито Харківський технікум промислового транспорту ім. С. Орджонікідзе, що в 1957 році був перейменований у Харківський автотранспортний технікум ім. С. Орджонікідзе. 6 квітня 2016 року у ході декомунізації був перейменований у Харківський державний автотранспортний коледж. У січні 2022 отримав назву Харківський автотранспортний фаховий коледж.
Голова Харківської обласної державної адміністрації Арсен Аваков 30 грудня 2009 р. запропонував утворити в будівлі вишу: «великий сучасний музей образотворчого мистецтва з картинною галереєю».

## Загальна інформація
Розміщується в будинку за адресою: майдан Конституції, 28, що є пам'яткою архітектури, збудованою за проєктом О. М. Бекетова. На території є пам'ятник автомобілю.
Навчально-виховний процес забезпечують 122 викладача та 17 майстрів виробничого навчання, більше половини з яких є спеціалістами вищої категорії.
Є гуртожиток на 450 місць. Мається спортивний і актовий зали, бібліотека (фонд становить 104 812 примірників) з читальним залом (на 100 місць) і філією (у гуртожитку) тощо.

## Структура, спеціальності
Виш готує на денному та заочному відділеннях молодших спеціалістів, які можуть працювати в авторемонтних, автотранспортних і дорожніх підприємствах та організаціях, за фахом:
- Бухгалтерський облік
- Інженерна механіка
- Обслуговування та ремонт автомобілів і двигунів
- Транспортні технології
- Організація і регулювання дорожнього руху
- Організація перевезень і управління на автотранспорті
- Обслуговування і ремонт електроустаткування автомобілів і тракторів